# Produzione di merci a mezzo di merci
Produzione di merci a mezzo di merci. Premesse a una critica della teoria economica (Production of Commodities by Means of Commodities. Prelude to a critique to economic theory) venne pubblicato nel 1960 e costituisce l'opera principale di Piero Sraffa (1898 - 1983).

## Intendimenti ed ipotesi dell'analisi di Sraffa
Sembra opportuno innanzitutto indicare gli obiettivi perseguiti e le ipotesi di partenza, affinché non sorgano equivoci circa la reale portata del modello sraffiano.

### Gli obiettivi
Da più parti si è avanzata l'opinione che la teoria di Sraffa sia scaturita dall'esigenza di risolvere quei problemi che sorgono per la teoria ricardiana non appena si abbandoni l'ipotesi di solo capitale circolante e di composizione del capitale uniforme in tutti i settori.
Il problema che Sraffa risolve in Produzione è indubbiamente quello cui aveva atteso David Ricardo in tutte le sue opere: rendere lo studio della distribuzione del reddito indipendente dalla teoria del valore. Sraffa riesce a trovare la merce numerario tanto cercata da Ricardo, risolvendo anche il problema di rendere possibile la determinazione del saggio di profitto (qualora sia dato esogenamente il saggio di salario) prima della determinazione dei prezzi e in modo indipendente da essa.
Oltre a questo in Produzione vi è anche un'implicita critica a tutta la costruzione marginalista. Il sottotitolo dell'opera è Premesse a una critica della teoria economica e nella Prefazione Sraffa afferma:
Va comunque detto che presumibilmente Sraffa sviluppò la sua analisi anche grazie al contributo di John Von Neumann. Questi aveva pubblicato nel 1945 uno scritto - il cui titolo, nella traduzione inglese curata da Nicholas Kaldor, è: A model of general economic equilibrium - in cui il problema del mutamento dei metodi di produzione era trattato in termini analoghi. Sraffa conosceva sicuramente l'opera, essendo citato da David Gawen Champernowne, il curatore dell'appendice matematica nella traduzione inglese, per l'aiuto fornitogli.

### Le ipotesi

#### I rendimenti di scala
Sraffa era propenso ad accogliere l'ipotesi di rendimenti di scala costanti, in contrasto con la letteratura marginalista che supponeva rendimenti di scala decrescenti.
Va tuttavia messo in luce che tale ipotesi non è per nulla necessaria per la validità del modello: Secondo lo stesso Sraffa:
Ciò che interessa a Sraffa è analizzare, rebus sic stantibus, le modificazioni nei cambiamenti nelle variabili distributive e prezzi:
(1960, Prefazione pagg. V-VI)

#### Salario di sussistenza e salario di sovrappiù
Nel modello sraffiano il salario è considerato pagato alla fine del periodo di produzione; il fondo salari non viene dunque conteggiato tra il capitale anticipato. L'abbandono della concezione di un salario anticipato dal capitalista, propria degli economisti classici, è strettamente consequenziale alla mancata distinzione in Produzione dei due elementi del salario: di sussistenza e di sovrappiù. Il primo risulta dato in termini reali ed indica l'insieme di quei beni strettamente necessari alla sussistenza dei lavoratori, e che come tali figurano fra i mezzi di produzione (questa era l'unica componente considerata dagli economisti classici). Il secondo, che è determinato solo post factum, cioè a produzione realizzata, misura invece la porzione del sovrappiù realizzato assegnata ai lavoratori.
Seppur incline a considerare separatamente le due componenti, peraltro in sintonia con la sua formazione classica, in omaggio alla tradizione neoclassica Sraffa sceglie di non operare una tale distinzione.
L'autore stesso avverte tuttavia che l'inconveniente di questa scelta è la diversità di ruolo svolta all'interno del sistema dai beni destinati al consumo di sussistenza; meglio, e anticipando concetti che illustreremo più avanti, la conseguenza è che questi beni "vengono ipso facto relegati nel limbo dei prodotti non base".

#### La variabile distributiva esogena
La teoria di Sraffa riesce a determinare la struttura dei prezzi e una delle due variabili distributive (saggio di profitto o di salario), date l'altra variabile e la tecnologia.  Resta dunque da decidere quale delle due variabili scegliere come indipendente ed in che modo determinarla.
Sraffa propende per la fissazione esogena del saggio di profitto, poiché, quando si abbandoni l'ipotesi classica di salario ancorato ai livelli di sussistenza e il salario stesso si assuma come dato in termini di un'unità di misura più o meno astratta, esso non può essere stabilito fino a che non lo siano i prezzi delle merci.
Nel caso sia il saggio di profitto la variabile esogena le soluzioni possono essere:
- ipotizzare che venga determinato sul mercato monetario;
- legarlo al saggio di crescita per studiare il modello in un contesto dinamico;
- assumerlo come fissato in un'economia a pianificazione centrale per il raggiungimento di determinati obiettivi;
- riferirsi ad un saggio di profitto medio ritenuto normale dagli imprenditori in connessione alla particolare situazione dell'economia in un dato periodo.

## Il modello a produzione singola

### La parte prima di Produzione
Seguendo la classificazione utilizzata da Léon Walras in Elements d'economie politique pure, un classico della teoria marginalista in cui si analizza l'equilibrio economico generale, Produzione è divisa in tre parti: nella prima viene affrontato il caso più semplice di produzione singola, in cui ogni industria produce un solo bene, e di solo capitale circolante; nella seconda è introdotta l'ipotesi di produzione congiunta e vengono inseriti il capitale fisso e le risorse scarse; nella terza infine è trattato il cosiddetto problema della scelta della tecnica.
I metodi di produzione (l'insieme delle equazioni che collegano i mezzi di produzione ai prodotti) si assumono dati nelle prime due parti, mentre sono considerati incognite nella terza.

### La produzione per sussistenza
Sraffa, in sintonia con Ricardo, dà una rappresentazione del sistema economico focalizzata attorno alle relazioni interindustriali.
Si abbiano le merci 1, 2, ...n, ciascuna prodotta da un'industria diversa. Siano {\displaystyle \ Q_{1},Q_{2},...Q_{n}} le quantità prodotte annualmente rispettivamente delle merci 1, 2,...n. Siano altresì {\displaystyle \ q_{11},q_{21},...q_{n1}} le quantità delle merci 1, 2,...n annualmente usate dall'industria che produce il bene 1; {\displaystyle \ q_{12},q_{22},...q_{n2}} le corrispondenti quantità usate dall'industria che produce la merce 2; e così via. Le condizioni di produzione assumono la forma seguente:
{\displaystyle \ q_{11}+q_{21}+...+q_{n1}\rightarrow Q_{1}}
{\displaystyle \ q_{12}+q_{22}+...+q_{n2}\rightarrow Q_{2}}
{\displaystyle \ \dots \ }
{\displaystyle \ q_{1n}+q_{2n}+...+q_{nn}\rightarrow Q_{n}}
Va notato come non sia necessario supporre che ogni merce entri direttamente nella produzione di ogni altra; quindi alcune delle quantità nei primi membri delle equazioni potranno benissimo essere uguali a zero.
Data l'ipotesi di stato reintegrativo del sistema, si avrà che la somma della prima colonna ({\displaystyle \ q_{11},q_{12},...q_{1n}}) sarà uguale alla prima linea ({\displaystyle \ Q_{1}}), la somma della seconda colonna uguale alla seconda linea, e così via. Questo comporterà poi che, affinché questa ulteriore condizione sia soddisfatta, ciascuna delle n equazioni del sistema dipenderà dalle altre.
Ora, date queste condizioni, esisterà un'unica serie di valori di scambio ({\displaystyle \ p_{1},p_{2},...p_{n}}) i quali, adottati dal mercato, permetteranno di ristabilire la distribuzione originaria dei prodotti, creando così le condizioni necessarie perché il processo possa rinnovarsi.
Va notato che, date le ipotesi, tali valori scaturiscono direttamente dai metodi di produzione.

### La produzione con sovrappiù
Quando si passa dall'ipotesi di stato reintegrativo stricto sensu a quello di stato reintegrativo con sovrappiù insorgono delle difficoltà. La ragione di ciò è che nel sistema economico il sovrappiù generato viene distribuito in proporzione dei mezzi di produzione anticipati (il capitale), ma una siffatta proporzione, constando i mezzi di produzione di merci eterogenee, non può essere determinata indipendentemente dai prezzi.
Potremmo definire il rapporto fra il prodotto netto del sistema e la somma delle merci impiegate quali mezzi di produzione saggio di sovrappiù ed indicarlo con R, tuttavia un tale rapporto non avrebbe senso con riferimento alle quantità, essendo le merci non omogenee.
Solo il riferimento ai prezzi delle singole merci potrebbe dare senso al rapporto. Sembrerebbe pertanto preclusa una determinazione di questo saggio indipendentemente dai prezzi.

### Il sistema tipo

#### Determinazione del saggio di sovrappiù in modo indipendente dai prezzi
Consideriamo tuttavia un sistema (Sraffa lo chiama sistema tipo) in cui le varie merci siano prodotte nella stessa proporzione in cui si ritrovino nel complesso dei mezzi di produzione; in tal caso
{\displaystyle {\frac {Q_{1}}{q_{11}+q_{12}+...+q_{1n}}}={\frac {Q_{2}}{q_{21}+q_{22}+...+q_{2n}}}=...={\frac {Q_{n}}{q_{n1}+q_{n2}+...+q_{nn}}}}
da cui:
{\displaystyle {\frac {Q_{1}-(q_{11}+q_{12}+...+q_{1n})}{q_{11}+q_{12}+...+q_{1n}}}={\frac {Q_{2}-(q_{21}+q_{22}+...+q_{2n})}{q_{21}+q_{22}+...+q_{2n}}}=...={\frac {Q_{n}-(q_{n1}+q_{n2}+...+q_{nn})}{q_{n1}+q_{n2}+...+q_{nn}}}=\alpha }
In questi rapporti le quantità comparate riguardano merci omogenee.
Ora, poiché:
{\displaystyle {\frac {a}{b}}={\frac {c}{d}}=e\Longrightarrow {\frac {a+c}{b+d}}=e}
possiamo scrivere:
{\displaystyle {\frac {Q_{1}-(q_{11}+q_{12}+...+q_{1n})+Q_{2}-(q_{21}+q_{22}+...+q_{2n})+...+Q_{n}-(q_{n1}+q_{n2}+...+q_{nn})}{(q_{11}+q_{12}+...+q_{1n})+(q_{21}+q_{22}+...+q_{2n})+...+(q_{n1}+q_{n2}+...+q_{nn})}}=\alpha } (1)
A ben guardare il numeratore di questo rapporto non è altro che il prodotto netto generato dal sistema, mentre il denominatore rappresenta i mezzi di produzione anticipati. L'equazione precedente determina dunque il saggio di sovrappiù:
{\displaystyle \ R=\alpha } (2)
Inoltre R indica sia la proporzione in cui la quantità prodotta di ciascuna merce eccede la quantità della stessa utilizzata quale mezzo di produzione, sia il rapporto fra l'eccedenza totale delle merci rispetto alle quantità impiegate nella produzione, laddove un tale rapporto abbia senso, e cioè nel sistema tipo.
"La possibilità di parlare di una proporzione fra due gruppi di merci eterogenee senza bisogno di ricorrere alla misura comune del prezzo è dovuta quindi alla circostanza che entrambi i gruppi sono costituiti nelle stesse proporzioni." Essendo questo un rapporto fra quantità, "il risultato non verrebbe modificato se moltiplicassimo le singole merci per i rispettivi prezzi. [...] E tale rapporto non verrebbe nemmeno turbato se, dopo aver moltiplicato le merci per i loro prezzi, questi prezzi dovessero variare ognuno per conto proprio in direzioni e misure diverse." (Sraffa, 1960, pag. 27)

#### La merce tipo
L'eccedenza totale delle merci nel sistema tipo, cioè il prodotto netto del sistema tipo, è chiamata da Sraffa: prodotto netto tipo.
Dato il modo in cui il sistema tipo è stato costruito, il prodotto netto tipo consisterà delle stesse merci, combinate nelle stesse proporzioni, che si riscontrano nell'insieme dei mezzi di produzione del sistema.
Il prodotto netto tipo può essere anche riguardato come una particolare merce composita in cui le merci del sistema entrano in proporzioni ben determinate. Tale merce composita, o qualsiasi multiplo o frazione di essa, è denominata da Sraffa: merce tipo.

#### Determinazione del saggio di profitto in modo indipendente dai prezzi
Quanto detto circa il rapporto fra prodotto netto e mezzi di produzione si può ripetere tal quale se al posto del prodotto netto mettiamo una qualsiasi frazione di esso: tale rapporto risulta determinato indipendentemente dalla struttura dei prezzi e rimane immutato qualunque sia la variazione di questi ultimi.
Supponiamo dunque che il salario consista in una frazione del prodotto netto tipo. Sia dunque ω la porzione di tale prodotto che va ai salari. La parte del prodotto netto che andrà ai profitti sarà la restante, cioè:
{\displaystyle (1-\omega )[Q_{1}-(q_{11}+q_{12}+\ldots +q_{1n})+Q_{2}-(q_{21}+q_{22}+\ldots +q_{2n})+\ldots +Q_{n}-(q_{n1}+q_{n2}+\ldots +q_{nn})]}
Il saggio di profitto potrà dunque essere espresso nel seguente modo:
{\displaystyle \pi =\ (1-\omega )\ {\frac {Q_{1}-(q_{11}+q_{12}+...+q_{1n})+Q_{2}-(q_{21}+q_{22}+...+q_{2n})+...+Q_{n}-(q_{n1}+q_{n2}+...+q_{nn})}{(q_{11}+q_{12}+...+q_{1n})+(q_{21}+q_{22}+...+q_{2n})+...+(q_{n1}+q_{n2}+...+q_{nn})}}}
Dalle Equazioni 1 e 2 deriva:
{\displaystyle \pi =\ (1-\omega )\ R} (3)
Il saggio di profitto nel sistema tipo si presenta quindi come un rapporto fra quantità di merci, senza bisogno di ricorrere ai loro prezzi.
La relazione che intercorre fra il saggio di profitto e il saggio di salario è lineare: il primo aumenta in proporzione diretta rispetto alla riduzione complessiva del secondo.

### Il sistema dei prezzi
Passiamo ora a considerare il sistema dal punto di vista dei prezzi. Indicando con {\displaystyle \ p_{1},p_{2},\ldots p_{n}}  i prezzi delle merci 1, 2,...n, con {\displaystyle \ L_{1},L_{2},...L_{n}} le quantità annualmente impiegate di lavoro nelle industrie che producono rispettivamente la merce 1, 2,...n, con w il saggio di salario, e ricordando quanto detto circa l'ipotesi di Sraffa di un salario pagato post factum, possiamo rappresentare il sistema economico come segue:
{\displaystyle \ (q_{11}p_{1}+q_{21}p_{2}+\ldots +q_{n1}p_{n})\ (1+\pi )+L_{1}w=Q_{1}p_{1}}
{\displaystyle \ (q_{12}p_{1}+q_{22}p_{2}+\ldots +q_{n2}p_{n})\ (1+\pi )+L_{2}w=Q_{2}p_{2}}
{\displaystyle \ \dots \ }
{\displaystyle \ (q_{1n}p_{1}+q_{2n}p_{2}+\ldots +q_{nn}p_{n})\ (1+\pi )+L_{n}w=Q_{n}p_{n}}
Qualora il sovrappiù prodotto dal sistema vada tutto al capitale il sistema assumerà la forma seguente:
{\displaystyle \ (q_{11}p_{1}+q_{21}p_{2}+\ldots +q_{n1}p_{n})\ (1+\Pi )=Q_{1}p_{1}}
{\displaystyle \ (q_{12}p_{1}+q_{22}p_{2}+\ldots +q_{n2}p_{n})\ (1+\Pi )=Q_{2}p_{2}}
{\displaystyle \ \dots \ }
{\displaystyle \ (q_{1n}p_{1}+q_{2n}p_{2}+\ldots +q_{nn}p_{n})\ (1+\Pi )=Q_{n}p_{n}}
Dove Π indica il saggio di profitto massimo: il saggio di profitto sperimentato nel caso in cui tutto il prodotto netto generato dal sistema vada ai profitti.

#### Saggio di sovrappiù e saggio di profitto massimo
Va ora richiamato quanto detto circa il saggio di sovrappiù nel sistema tipo: questo rappresenta non solo il rapporto fra il prodotto netto e i mezzi di produzione, ma, non venendo il risultato modificato dal riferimento ai prezzi, anche il rapporto fra il valore del prodotto netto e il valore dei mezzi di produzione. 
Questo secondo rapporto tuttavia non è altro che il saggio di profitto massimo; quindi:
{\displaystyle \ \Pi =R}
Da cui, sostituendo nella Equazione 3, abbiamo:
{\displaystyle \ \pi =\Pi (1-w)} (4)

### La merce tipo come numerario

#### Sulla validità della relazione fra saggio di profitto e salario nel sistema effettivo
La Equazione 4 ci può tuttavia interessare solo se è possibile mostrare che la sua validità non è limitata all'immaginario sistema tipo, ma è atta ad essere estesa al sistema economico reale. Si tratta in altre parole di vedere, dice Sraffa, "se l'importanza che la merce tipo ha in questa relazione sia basata sul fatto che essa è la sostanza da cui sono costituiti reddito nazionale e mezzi di produzione, oppure sul fatto che essa rappresenta la misura nella quale i salari sono espressi". Nella prima ipotesi la relazione varrà solo per il sistema tipo; nella seconda al contrario essa continuerà ad essere valida anche nel sistema effettivo, a condizione che i salari vengano espressi in termini della merce tipo appropriata.
Ripercorrendo i passaggi svolti finora potrebbe giungersi alla conclusione che sia vera la prima ipotesi. Questo perché la determinazione del saggio di profitto in termini fisici sembra esser stata resa possibile dalla particolare costruzione del sistema tipo: in tale sistema, infatti, il rapporto tra la quantità prodotta di una qualsiasi merce e la quantità impiegata della stessa quale mezzo di produzione è lo stesso per tutte le merci.
(1960, pagg. 29-30)
Consideriamo ad esempio un sistema tipo in cui il saggio di sovrappiù sia del 20% e i 3/4 del reddito nazionale tipo vadano ai salari; il saggio di profitto sarà del 5%. Nel sistema effettivo corrispondente, se i salari continuano a venire espressi in merce tipo, il saggio di profitto continuerà ad essere del 5%. Si noti però che in quest'ultimo caso "la parte dei profitti consisterà di quello che rimane del reddito nazionale effettivo, e non più tipo, dopo che se ne è dedotto l'equivalente di 3/4 del prodotto netto tipo: e i prezzi dovranno essere tali da rendere il valore di quanto va ai profitti uguale al 5% del valore dei mezzi di produzione effettivi della società".

#### Costituzione della merce tipo
Abbiamo detto che il sistema tipo consiste delle stesse equazioni base di cui consta il sistema effettivo, prese soltanto in proporzioni diverse. Da questo segue che, dato un sistema effettivo, la ricerca del corrispondente sistema tipo si riduce alla ricerca di appropriati moltiplicatori che, applicati alle rispettive industrie del sistema originario, ne determinano un'espansione (se maggiori di 1) o una contrazione (se minori di 1). Detti moltiplicatori ({\displaystyle \ x_{1},x_{2},\dots x_{n}}) dovranno essere tali che le quantità risultanti delle varie merci stiano fra di loro nelle stesse proporzioni sul lato destro delle equazioni (cioè come prodotti) in cui stanno nell'insieme del lato sinistro (cioè come mezzi di produzione). Ciò implica che il saggio di sovrappiù (R) sia uguale per tutte le industrie.
La suddetta condizione può essere espressa mediante un sistema di equazioni che contiene le stesse costanti (le quali rappresentano le quantità di merci) che si riscontrano nelle equazioni della produzione del sistema effettivo considerato, ma disposte in modo diverso; tale cioè che le colonne dell'uno corrispondano alle righe dell'altro. Questo sistema è il seguente:
{\displaystyle \ (q_{11}x_{1}+q_{12}x_{2}+\ldots +q_{1n}x_{n})\ (1+R)=Q_{1}x_{1}}
{\displaystyle \ (q_{21}x_{1}+q_{22}x_{2}+\ldots +q_{2n}x_{n})\ (1+R)=Q_{2}x_{2}} (5)
{\displaystyle \ \dots \ }
{\displaystyle \ (q_{n1}x_{1}+q_{n2}x_{2}+\ldots +q_{nn}x_{n})\ (1+R)=Q_{n}x_{n}}
Vi sono n equazioni in n + 1 incognite (gli n moltiplicatori x più R).
Per risolvere il sistema potrebbe porsi uno dei moltiplicatori uguale ad 1; in questo modo tuttavia si determinerebbe solo la struttura di produzione (le proporzioni di produzione dei vari processi), e non la scala di produzione (la produzione complessiva). Dato che quest'ultima è determinata dalla quantità di forza lavoro occupata, e poiché vogliamo che tale quantità sia uguale a quella del sistema reale, definiamo l'unità mediante un'equazione supplementare che contiene questa condizione, e cioè:
{\displaystyle L_{1}x_{1}+L_{2}x_{2}+\ldots +L_{n}x_{n}=1}
dove {\displaystyle \ L_{1},L_{2},\ldots L_{n}}  sono le quantità di lavoro annualmente impiegate nelle industrie che producono rispettivamente la merce 1, 2, ...n e, in base a quest'ulteriore equazione di normalizzazione, esprimono frazioni del lavoro annuale della società, preso come unità.
Diventa ora possibile determinare tutte le incognite.

#### Esistenza ed unicità del sistema tipo
È a questo punto necessario dimostrare che per ogni sistema effettivo esiste il corrispondente sistema tipo, esiste cioè una serie di n moltiplicatori (x), dove n è il numero delle industrie del sistema considerato, non negativi e non tutti nulli,  e un saggio di sovrappiù (R) tali che la proporzione in cui ogni merce prodotta si ritrova nel complesso dei mezzi di produzione diventa la stessa per ciascuna merce.
Bisogna dimostrare inoltre, non solo che tale sistema tipo esiste, ma anche che è unico, affinché, dato un sistema reale, siano unici il saggio di sovrappiù e la merce tipo in cui i salari vengono misurati.
In Produzione Sraffa riesce a provare sia l'esistenza che l'unicità del sistema tipo, fornendo dimostrazioni che possono essere viste come applicazioni particolari dei teoremi di Perron-Frobenius per le matrici non negative.

### Prodotti base e prodotti non base
L'ipotesi di un sistema in stato reintegrativo con sovrappiù comporta la possibilità dell'esistenza di "merci di lusso",  merci cioè che non vengono usate per la produzione delle altre merci, né come strumenti di produzione né come mezzi di sussistenza. Quando al contrario si è considerato il caso di produzione per sussistenza, tutte le merci dovevano trovarsi tanto fra i prodotti quanto fra i mezzi di produzione.
Guardando al modo in cui abbiamo costruito il sistema tipo partendo da quello effettivo si nota che i moltiplicatori associati alle industrie che producono le merci di lusso sono nulli;  tali merci non entrano dunque a far parte della merce tipo. Un cambiamento nei processi produttivi che riguardasse esclusivamente uno di tali prodotti avrebbe conseguenze solo sul prezzo dello stesso, e non influirebbe minimamente sui prezzi relativi degli altri e sul saggio di profitto. Sraffa li definisce prodotti non base (o merci non base).
Viceversa denomina prodotti (o merci) base quelli che entrano, in modo diretto o indiretto, nella produzione di tutte le merci. Le condizioni di produzione di tali merci influiscono sulla determinazione sia della struttura dei prezzi sia del saggio di profitto. Qualora fosse nulla la quantità prodotta anche di una sola di queste merci, dovrebbe necessariamente essere nulla la produzione di tutte le merci, base e non base.
Una caratteristica, finora implicitamente supposta, del sistema economico che stiamo considerando è l'esistenza di almeno un prodotto base. Del resto, se così non fosse, non ci troveremmo di fronte ad un vero e proprio "sistema economico", ma a più sistemi fra loro accostati.
Va notato finalmente che quanto detto circa le merci non base riguarda anche quei prodotti che vengono impiegati nella produzione di altri prodotti non base, fra i quali possono essere compresi essi stessi. Qualora, infatti, una merce di questa specie sia utilizzata solo per la produzione di una merce non base della specie considerata per prima, è chiaro che seguirà la sorte di quella e il suo moltiplicatore sarà anch'esso nullo.
Così, se ad esempio la merce 2 entrasse solo nella produzione della merce non base 1 le prime due equazioni della (5) sarebbero:
{\displaystyle \ 0=Q_{1}x_{1}}
{\displaystyle \ q_{21}x_{1}\ (1+R)=Q_{2}x_{2}}
Ora, essendo {\displaystyle \ x_{1}=0}, seguirà {\displaystyle \ x_{2}=0}.
In quanto poi sia usata per la sua propria produzione il rapporto fra la sua quantità come prodotto e la sua quantità come mezzo di produzione sarà indipendente da R, e perciò in generale incompatibile con il sistema tipo.
Infatti, se ad esempio la merce 1 fosse utilizzata solo come proprio mezzo di produzione l'equazione corrispondente della (5) diventerebbe:
{\displaystyle \ q_{11}x_{1}(1+R)=Q_{1}x_{1}}
In questa equazione, qualsiasi valore assumesse il moltiplicatore, esso non inciderebbe sull'entità del saggio di sovrappiù; quindi delle due l'una: o il saggio di sovrappiù nel processo è esattamente quello del sistema tipo cercato – ed allora {\displaystyle \ x_{1}} potrebbe assumere qualsiasi valore; oppure il saggio di sovrappiù cercato non è quello riscontrato nel processo – ed allora l'unico valore di {\displaystyle \ x_{1}} che potrebbe soddisfare l'equazione è 0.
Riassumendo possiamo distinguere tre tipi di prodotti non base:
1. prodotti che non si trovano fra i mezzi di produzione di nessuna industria;
2. prodotti ciascuno dei quali si trova soltanto fra i suoi propri mezzi di produzione;
3. prodotti che si trovano soltanto fra i mezzi di produzione di un gruppo di prodotti non base collegati fra di loro.

## La parte III diProduzione

### Il mutamento dei metodi di produzione nel modello a produzione singola
Finora si è supposto che per ogni merce si disponga di un solo metodo di produzione, con il risultato che le variazioni nella distribuzione del reddito non possono influire in alcun modo sui processi produttivi impiegati. L'ultima parte di Produzione è dedicata proprio alla trattazione del caso in cui, al contrario, per una o più merci esistano uno o più metodi di produzione.
Per poter effettuare una scelta fra possibilità alternative occorre adottare un criterio di scelta. Sraffa suppone che tale criterio sia quello di redditività, e più precisamente che, quali che siano le caratteristiche istituzionali, quando ci si trovi di fronte a più di un processo tecnico alternativo per la produzione della stessa merce, si scelga quello che comporta il costo minimo.
Nella trattazione che segue definiremo tecnologia l'insieme di tutti i processi produttivi disponibili e tecnica qualsiasi sottoinsieme di questi processi tale che vi sia uno e un solo processo per ogni merce prodotta.

### Le scelte tecnologiche per le merci non base
Supponiamo inizialmente che la scelta fra metodi alternativi riguardi esclusivamente un prodotto non base che non sia richiesto nella produzione di nessun'altra merce non base.
Poiché i cambiamenti nei processi produttivi che riguardano esclusivamente un tale tipo di prodotto non hanno conseguenze sui prezzi relativi degli altri e sul saggio di profitto massimo del sistema, le due tecniche differiscono solo per il prezzo del prodotto considerato. È dunque possibile, rebus sic stantibus, una comparazione dei soli processi alternativi.
Se ad esempio per produrre la merce non base 2 si conoscono due metodi alternativi, che chiameremo I e II, l'impiego alternativo di uno di questi due metodi di produzione comporta per la merce 2 uno dei due costi di produzione alternativi, {\displaystyle \ p_{2}^{(I)}} e {\displaystyle \ p_{2}^{(II)}}, così ottenuti:
{\displaystyle \ (q_{12}^{(I)}p_{1}+q_{22}^{(I)}p_{2}^{(I)}+\ldots +q_{n2}^{(I)}p_{n})\ (1+\pi )+L_{2}^{(I)}w=Q_{2}^{(I)}p_{2}^{(I)}}
{\displaystyle \ (q_{12}^{(II)}p_{1}+q_{22}^{(II)}p_{2}^{(II)}+\ldots +q_{n2}^{(II)}p_{n})\ (1+\pi )+L_{2}^{(II)}w=Q_{2}^{(II)}p_{2}^{(II)}}
dove i prezzi del sistema economico considerato sono espressi in termini di qualsiasi numerario.
In questo caso sono dati:
- le quantità prodotte e utilizzate come mezzi di produzione delle n merci per le due tecniche alternative:

{\displaystyle \ q_{12}^{(i)},q_{22}^{(i)},\ldots q_{n2}^{(i)},Q_{2}^{(i)}\ (i=I,II)};
- i prezzi di tutte le altre merci n-1 merci e il salario unitario (o il saggio di profitto qualora fosse il salario la variabile esogena).

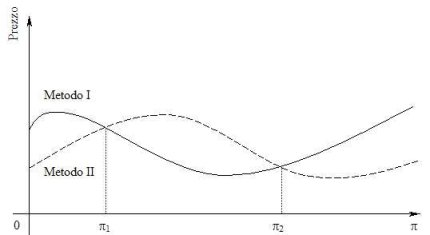
Tecniche di produzione alternative per merce non base nel caso di produzione singola

Il problema della scelta del metodo produttivo per la merce 2 si esaurisce quindi nel semplice confronto dei due prezzi e nella scelta di quel metodo che comporta il prezzo, cioè il costo, minore. Questa scelta è naturalmente relativa ad un dato saggio di profitto (salario). Essa potrebbe variare se si adottasse un saggio diverso. Sappiamo infatti che, col variare del saggio di profitto, variano tutti i prezzi e il salario unitario. Inoltre al progressivo aumento (o diminuzione) del saggio di profitto, non seguirà sempre un aumento o sempre una diminuzione del prezzo della merce prodotta con un metodo rispetto al prezzo della stessa merce prodotta con un altro metodo; vi potranno cioè essere casi in cui il prezzo della merce 2 prodotta con il processo I, rispetto al prezzo della merce 2 prodotta con il processo II, aumenterà in un certo campo di variazione della variabile, per poi ad esempio diminuire o rimanere costante (la Figura mostra uno dei possibili casi).
I saggi di profitto corrispondenti ai punti di intersezione delle curve dei prezzi rappresentano punti di mutamento di tecnica, o più semplicemente punti di mutamento (nella figura {\displaystyle \ \pi _{1}} e {\displaystyle \ \pi _{2}}). A questi punti singolari del saggio di profitto è indifferente l'adozione di un metodo di produzione piuttosto che di un altro, poiché i prezzi della merce sono uguali ({\displaystyle \ p_{2}^{(I)}=p_{2}^{(II)}}).
I ragionamenti fin qui svolti sono indipendenti dal tipo di numerario usato per il sistema dei prezzi. Dalla modifica del numerario discende solo il cambiamento della forma di tutte le curve, stante tuttavia l'invarianza dei punti di mutamento.

### Le scelte tecnologiche per le merci base
Il problema si complica laddove la scelta fra metodi alternativi riguardi un prodotto base. Nel caso dei prodotti base infatti, entrando gli stessi, direttamente o indirettamente, nella produzione di tutte le merci, il cambiamento di un metodo produttivo nella singola industria ha effetti che si estendono all'intero sistema economico. Il problema della scelta tecnologica per le merci base non può quindi impostarsi semplicemente mediante il confronto dei prezzi alternativi come è invece stato possibile fare nel caso delle merci non base.
(Sraffa, 1960, pag.104)
Tuttavia, nota Sraffa, ai livelli del saggio di profitto che corrispondono ai punti di intersezione dei due metodi, essendo identico il prezzo della merce base prodotta con i due metodi, i due sistemi economici presenteranno la stessa struttura dei prezzi relativi e lo stesso salario.
Al fine poi di rendere confrontabili entro lo stesso sistema i due metodi alternativi anche a quei livelli del saggio di profitto che li rendono fra di loro incompatibili, Sraffa suppone che tali metodi producano due merci distinte che, pur potendo essere considerate identiche per tutti i possibili usi base, per gli usi non base non siano sostituibili. La conseguenza di una tale supposizione è che, mentre per gli usi base la scelta cadrà sul metodo che ad ogni dato saggio di profitto è più conveniente, l'altro metodo troverà comunque applicazione per gli usi non base.
Definiamo quindi sistema I il sistema economico in cui è il primo metodo ad essere impiegato per gli usi base e sistema II quello in cui per tali usi è utilizzato il secondo metodo. Supponendo ora che il saggio di profitto massimo del sistema I sia più alto di quello del sistema II ({\displaystyle \ \Pi ^{(I)}>\Pi ^{(II)}}), ai saggi di profitto compresi tra tali massimi ({\displaystyle \ \Pi ^{(II)}\leq \pi \leq \Pi ^{(I)}}) per la produzione del prodotto base il metodo I sarebbe l'unico possibile, e quindi a fortiori il più conveniente, poiché ai quei valori del saggio di profitto il sistema II sperimenterebbe un salario nullo o negativo. Man mano poi che il saggio di profitto venisse diminuito, qualsiasi cambiamento nell'ordine di convenienza dei due metodi dovrebbe "verificarsi ugualmente nei due sistemi, poiché esso implica il passaggio attraverso un punto di intersezione, e punti siffatti sono evidentemente comuni ai due sistemi". Ora, poiché lungo l'arco di variazione del saggio di profitto abbiamo visto che possono aver luogo più intersezioni fra i prezzi dovuti ai due metodi, ne seguiranno altrettanti mutamenti nell'ordine di convenienza di questi e conseguenti passaggi da uno all'altro sistema.
L'analisi effettuata può estendersi all'ipotesi in cui i metodi fra loro alternativi siano più di due, e ciò non solo per uno dei prodotti, ma per ciascuno di essi. In tal caso all'aumentare del saggio di profitto vi sarà una "rapida successione di mutamenti nei metodi di produzione dell'una o dell'altra delle merci".
Va finalmente rilevato che, nonostante che ad ogni mutamento del metodo di produzione il rapporto tipo e il saggio massimo di profitto del sistema possano salire o scendere, tuttavia all'aumentare del saggio di profitto, qualsiasi sia la merce scelta come numerario, seguirà sempre una diminuzione del salario. Questo accade perché le variazioni nel saggio di profitto e nel salario che avvengono senza che vi sia mutamento di metodo, avvengono in uno stesso sistema; mentre, qualora vi sia il passaggio da un metodo ad un altro, questo avviene a dati livelli del salario e del saggio di profitto, senza implicare di per sé alcuna variazione delle variabili distributive.